# Austroneaera
Austroneaera is een geslacht van tweekleppigen uit de  familie van de Cuspidariidae.

## Soorten
- Austroneaera abrupta (Allen & Morgan, 1981)
- Austroneaera brevirostris Powell, 1937
- Austroneaera brooki (B. A. Marshall, 2002)
- Austroneaera coanscotti Huber, 2010
- Austroneaera dorsirecta (Verco, 1908)
- Austroneaera eastera Raines & Huber, 2012
- Austroneaera finlayi Powell, 1937
- Austroneaera raoulensis Powell, 1958
- Austroneaera similis (Krylova, 1994)
- Austroneaera tangaroa (B. A. Marshall, 2002)